# Skipjack-klass
Skipjack-klassen var en amerikansk attackubåtsklass. Klassen byggde på den dropformade skrovformen från experimentubåten USS Albacore (AGSS-569) och tryckvattenreaktorn S5W. Den tredje ubåten i klassen USS Scorpion (SSN-589) sjönk under oklara omständigheter i södra Atlanten den 22 maj 1968.

## Fartyg i klassen

### USSSkipjack(SSN-585)
Påbörjad: 29 maj 1956, Sjösatt: 26 maj 1958, Tagen i tjänst: 15 april 1959, Avrustad: 19 april 1990, Skrotad: 1 september 1998

USS Skipjack kölsträcktes den 29 maj 1956 på General Dynamics Electric Boats varv i Groton och sjösattes den 26 maj 1958.

### USSScamp(SSN-588)
Påbörjad: 23 januari 1959, Sjösatt: 8 oktober 1960, Tagen i tjänst: 5 juni 1961, Avrustad: 28 april 1988, Skrotad: 9 september 1994

USS Scamp kölsträcktes den 23 januari 1959 på Mare Island Naval Shipyards varv i Vallejo, Kalifornien och sjösattes den 8 oktober 1960. Komponenter byggda för Scamp användes för byggandet av USS Theodore Roosevelt (SSBN-600) vilket kom att försena bygget av Scamp.

### USSScorpion(SSN-589)
Påbörjad: 20 augusti 1958, Sjösatt: 29 december 1959, Tagen i tjänst: 29 juli 1960, Sjönk: 22 maj 1968

USS Scorpion kölsträcktes två gånger, den först gången den 1 november 1957 men det påbörjade skrovet kapades i två delar på stapelbädden för att infoga en skrovsektion för robottuber och blev därmed robotubåten USS George Washington (SSBN-598) i stället. Scorpion kölsträcktes igen den 20 augusti 1958 på General Dynamics Electric Boats varv i Groton och sjösattes den 29 december 1959. På väg hem från en patrull i Medelhavet så sjönk Scorpion den 22 maj 1968 under oklara omständigheter 740 kilometer sydöst om Azorerna med hela besättningen på 99 man.

### USSSculpin(SSN-590)
Påbörjad: 3 februari 1958, Sjösatt: 31 mars 1960, Tagen i tjänst: 1 juni 1961, Avrustad: 3 augusti 1990, Skrotad: 30 oktober 2001

USS Sculpin kölsträcktes den 3 februari 1958 på Ingalls Shipbuilding, Pascagoula, Mississippi och sjösattes den 31 mars 1960.

### USSShark(SSN-591)
Påbörjad: 24 februari 1958, Sjösatt: 16 mars 1960, Tagen i tjänst: 9 februari 1961, Avrustad: 15 september 1990, Skrotad: 28 juni 1996

USS Shark kölsträcktes den 24 februari 1958 på Newport News Shipbuilding och sjösattes den 16 mars 1960.

### USSSnook(SSN-592)
Påbörjad: 7 april 1958, Sjösatt: 31 oktober 1960, Tagen i tjänst: 24 oktober 1961, Avrustad: 14 november 1986, Skrotad: 30 juni 1997

USS Snook kölsträcktes den 7 april 1958 på Ingalls Shipbuilding, Pascagoula, Mississippi och sjösattes den 31 oktober 1960.